# Frans Baudouin
Frans S. Baudouin (Mechelen, 31 januari 1920 - Antwerpen, 1 januari 2005) was een Belgisch kunsthistoricus en museumconservator.

## Levensloop
Baudouin studeerde geschiedenis en kunstgeschiedenis aan de Katholieke Universiteit Leuven.
In 1948 werd hij wetenschappelijk medewerker in het departement schilderkunst van het Rijksmuseum Amsterdam.
In 1950 keerde hij naar België terug en werd adjunct-conservator en later conservator van het in 1946 als museum ingerichte Rubenshuis in Antwerpen, het vroegere woonhuis en atelier van de barokmeester Pieter Paul Rubens.
Baudouin slaagde er in, tijdens zijn ambtsperiode, werk van de meester en van zijn tijdgenoten te verzamelen en van het museum een aantrekkingspool te maken in het Antwerpse culturele leven.
Hij was ook de drijvende kracht voor de oprichting van het Rubenianum, een onderzoekscentrum gewijd aan de Vlaamse kunst. Dit hield een uitgebreide bibliotheek in, gewijd aan het onderwerp en meer bepaald aan Rubens.
In 1952 kreeg hij er de directie bij van twee andere Antwerpse musea, het Museum Ridder Smidt van Gelder en de Kunstverzameling Fritz Mayer van den Bergh.
Hij organiseerde heel wat tentoonstellingen van internationale allure, onder meer in 1977 de tentoonstelling gewijd aan Rubens, bij de vierhonderdste verjaardag van zijn geboorte.
Daarnaast was Baudouin docent aan de katholieke Vlaamse hogeschool voor kunst en aan de Katholieke Vlaamse Hogeschool voor Vrouwen. Van 1968 tot 1970 was hij Belgisch voorzitter van de International Council of Museums. Hij was vele jaren lid van de Koninklijke Commissie voor Monumenten en Landschappen.
Door de Töpfer Stiftung en de Universiteit van Münster werd hij vereerd met de Joost van den Vondelprijs (1985) en de Universiteit Antwerpen benoemde hem tot eredoctor.
Zijn broer, Piet Baudouin (1922-2005), volgde in zijn voetstappen, en werd conservator van het Antwerpse Sterckshof (met Zilvermuseum).

## Monuments Man
In september 1946 vervulde hij legerdienst en werkte hij binnen de MFAA of Monuments Men, in Duitsland en Oostenrijk, als verbindingsofficier tussen de Belgische regering en de legerleiding in de Amerikaanse bezettingszone (Office of Military Government, U.S. Zone, OMGUS).
Hij pendelde tussen München en Brussel om te rapporteren over de restitutie van de door de nazi's geroofde Belgische kunstwerken. Hij trok naar de verschillende plekken waar massaal goederen waren opgeslagen, kastelen, bunkers, zoutmijnen, om er de werken te identificeren die uit België kwamen. Hij leidde ook de ondervragingen van mogelijke daders.
Hij werkte onvermoeibaar aan de terugkeer van Belgisch erfgoed, tot in 1948.

## Publicaties
- Herinneringen aan P. P. Rubens, Antwerpen, 1958.
- Rubens House, a summary guide, Antwerpen, 1967.
- Eeuwen leven voort! in de Sint-Pauluskerk te Antwerpen, 1988. (Over de grote brand van de kerk in 1968.)
- Rubens en zijn tijd. Tekeningen uit Belgische verzamelingen, Antwerpen, Mercatorfonds, 1972.
- Rubens et son siècle, Antwerpen, Mercatorfonds, 1972.
- Pietro Paolo Rubens, Londen, Abrams, 1977.
- Nicolaas Rockox, "vriendt ende patroon" van Peter Paul Rubens, Brussel, 1977.
- (samen met C. Van de Velde) Rubens in context. Selected studies, liber memorialis, Antwerpen, 2005.